# Mony Marc
Mony Marc (...) è una cantante belga.
Rappresentò il Belgio alla prima edizione dell'Eurovision Song Contest, tenutasi il 24 maggio 1956 a Lugano, in Svizzera. Cantò Le Plus Beau Jour de ma vie, musicata da Claude Alix con un testo di David Bee.
Quell'anno il Paese aveva anche un altro cantante in gara, Fud Leclerc, che invece eseguì Messieurs les noyés de la Seine. Entrambi arrivarono secondi così come tutti gli altri artisti concorrenti, mentre il primo premio venne vinto dalla Svizzera.
Le canzoni della Marc e di Leclerc, al pari di quelle dei rappresentanti della Francia, ovvero Mathé Altéry e Dany Dauberson, non vennero mai registrate.